# Nedílná
Nedílná (též Nedílné, německy Nedilne) je osada v okrese Písek v Jihočeském kraji. Je součástí obce Drhovle, leží v katastrálním území Brloh u Drhovle. Nachází se asi 14 km severozápadně od Písku.
V Nedílné je registrováno šest čísel popisných: 35, 36, 37, 38, 40 a 41. Nedaleko na severovýchod od osady protéká potok Mísníček, jihovýchodně se nachází přírodní památka Michovka. Jediná zpevněná silnice vede ze sousední osady Ovčín a vesnice Brloh. Až na krátký úsek vedoucí k domu čp. 40 jsou všechny cesty v Nedílné asfaltovány.